# Техноком
Техноком — харківська корпорація, що займається виробництвом харчових напівфабрикатів під торговою маркою Мівіна та Nestlé (з 2010). З 2010 року фабрика є підрозділом «Нестле Україна»

## Історія
У 1995 році корпорація «Техноком» почала продаж вермішелі швидкого приготування під назвою «Мівіна». Незабаром ця назва стала прозивною серед українських споживачів — часто вермішель, яка готується запарюванням окропом на три хвилини, називають «мівіною», незалежно від фірми-виробника. Компанію заснував в'єтнамець Фам Нят Вионг.
У 1999 році під торговельною маркою «Мівіна» розпочато випуск нового продукту — смакових приправ.
У 2000 році асортимент продукції торговельної марки «Мівіна» поповнився ще одним продуктом — вперше в історії української харчової промисловості розпочато виготовлення картопляного пюре швидкого приготування, що готується всього за 3 хвилини.
У 2002 році продукція компанії отримала високі національні й міжнародні винагороди: «Вибір року», «Золота торгова марка», «Вища проба», «Європейська якість».
До 2004 року рівень споживання вермішелі «Мівіна» в Україні досяг рекордної позначки — 97 % серед споживачів цієї товарної категорії.
У травні 2007 року «Техноком» вивів на ринок України інші страви швидкого приготування «Мівіна Домашня» — три види гарнірів із натуральним м'ясом і овочами. У листопаді 2007 року налагоджено виробництво готових рідких супів «Мівіна Домашня» — унікального для українського ринку продукту. Перші й другі страви «Мівіна Домашня» виробляються за технологією «Keep all fresh».
У квітні 2008 року компанія почала виробництво нового продукту під ТМ «Мівіна Привіт обід» — локшина з натуральним м'ясними соусом.
23 квітня 2008 року смакові приправи «Мівіна» стали переможцями всенародного конкурсу-рейтингу «Бренд року — 2008».
В лютому 2010 року «Техноком» увійшов до складу групи компаній Nestlé.

## Цікаві факти
- Слово «Мівіна» походить від «mì Việt Nam», що у перекладі з в'єтнамської мови означає «в'єтнамська локшина».[3]